# Jrvezh
Jrvezh (in armeno Ջրվեժ?, conosciuto anche come Jrvej) è un comune dell'Armenia di 7 208 abitanti (2009) della provincia di Kotayk'.